# Rudgea enervia
Rudgea enervia är en måreväxtart som beskrevs av Julian Alfred Steyermark. Rudgea enervia ingår i släktet Rudgea och familjen måreväxter.
Artens utbredningsområde är Guyana. Inga underarter finns listade i Catalogue of Life.